# LaMia Airlines Flight 2933

Planets sista 15 minuters flygning

LaMia Airlines Flight 2933 havererade 28 november 2016. Flygplanet, som var chartrat av brasilianska fotbollsklubben Chapecoense, var på väg från Santa Cruz i Bolivia till Medellín i Colombia för att spela final i den sydamerikanska turneringen Copa Sudamericana när det havererade i bergskedjan Cerro El Gordo i nordvästra Colombia.

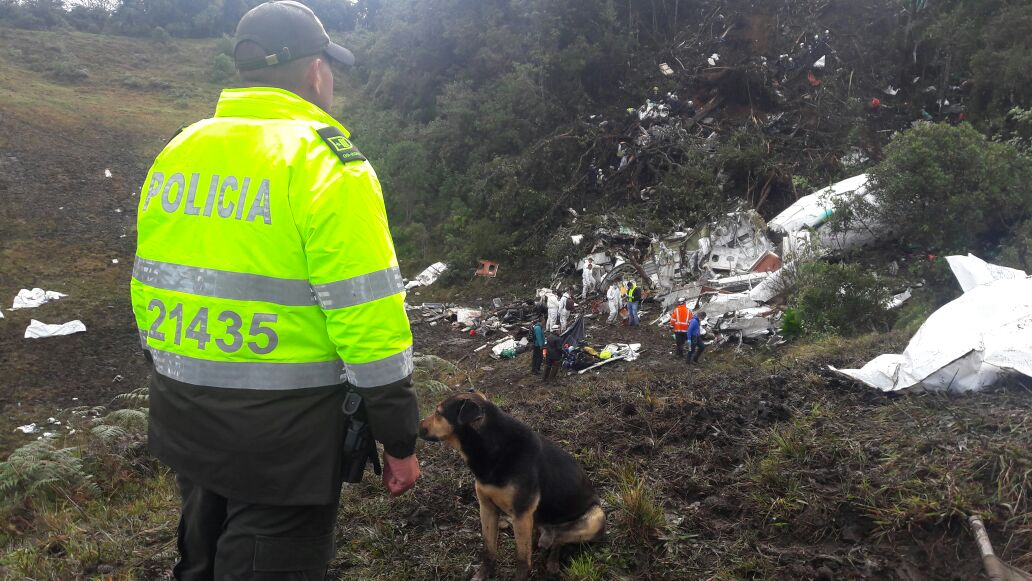

Planet hade 77 passagerare och besättningsmedlemmar ombord vid haveriet.
Räddningsarbetarna hittade sju personer vid liv, trots att flygplanet störtade från 4 600 meters höjd. Till slut visade det sig att 71 personer dog i haveriet; 6 överlevde.
Bland de döda rapporterades 19 av 22 spelare ur matchtruppen och därtill flera ledare och klubbrepresentanter tillhöra Chapecoense. Fyra av fotbollsspelarna överlevde initialt kraschen. Det rörde sig om mittfältaren Hélio Hermito Zampier Neto och försvararen Alan Ruschel, en 27-åring som är i Chapecoense på lån från den brasilianska storklubben Internacional. Även målvakterna Marcos Danilo Padilha och Jakson Follmann vårdades för skador. Padilha avled senare på sjukhuset och Follmann fick amputerat ett ben. Övriga överlevande var två medlemmar ur planets besättning samt en sportjournalist som reste tillsammans med laget.

## Olycksorsak
Några dagar efter olyckan meddelade colombianska myndigheter att orsaken till olyckan var att planets bränsle tog slut. Enligt haveriutredningen hade planet bara på gränsen till tillräckligt bränsle för flygningen, dock inte nog för eventuell omdirigering. Det var också överlastat och fick vänta på landningstillstånd.